# Anouska Koster
Anouska Koster (Zwaagwesteinde, 20 augustus 1993) is een Nederlandse wielrenster die sinds 2023 voor de Noorse wielerploeg Uno-X Pro Cycling Team rijdt.

## Wielerloopbaan
In 2011 werd Koster 23e op het WK op de weg voor junioren in het Deense Kopenhagen. Ze werd 7e bij het NK tijdrijden in 2012 bij de elite. In 2013 won ze het Nederlands kampioenschap voor studenten.

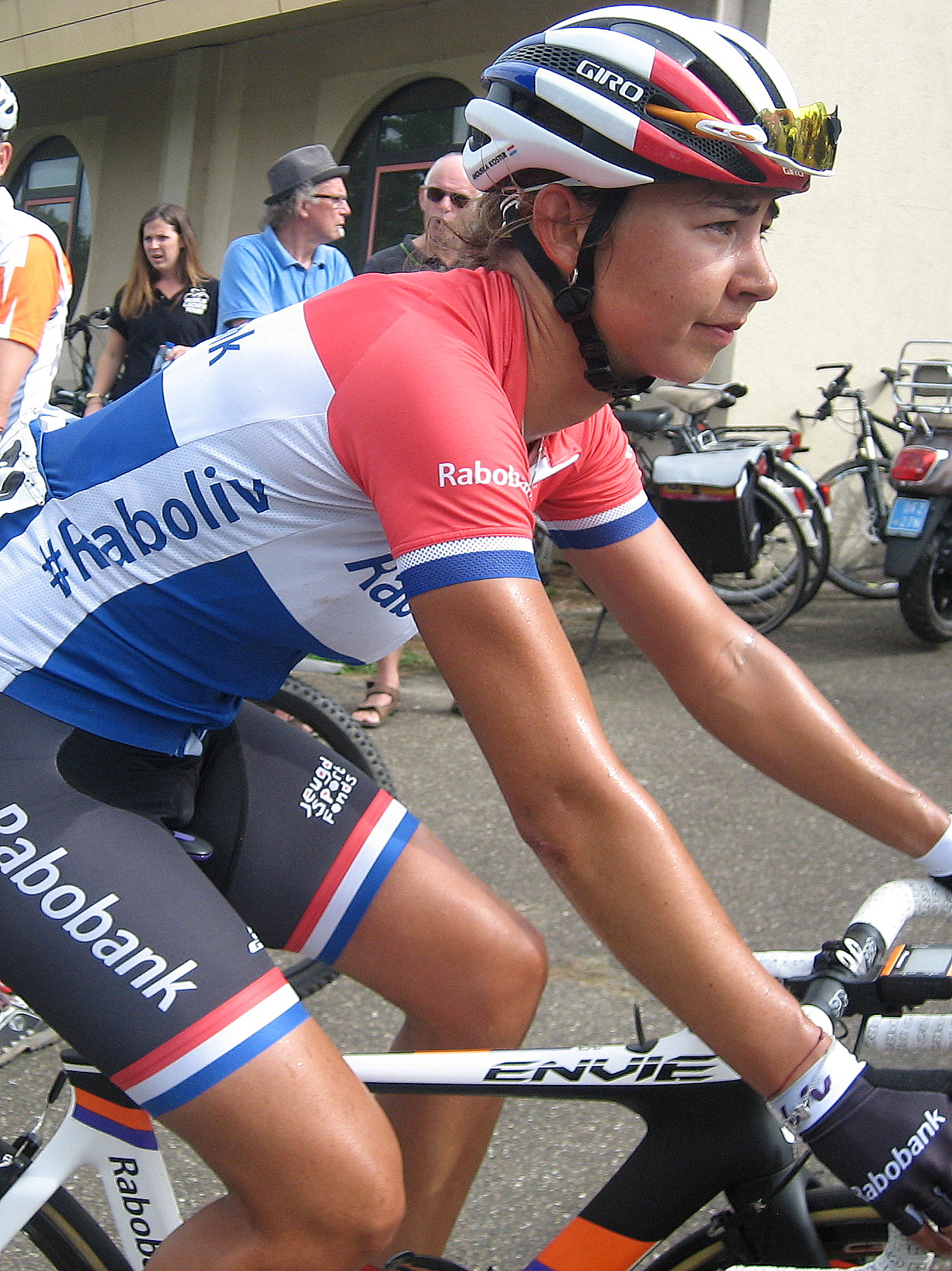
Koster in de nationale driekleur in 2016

In 2014 en 2015 werd ze 5e en 4e op het EK op de weg voor beloften. In 2016 werd ze Nederlands kampioen op de weg door het peloton voor te blijven en medevluchtster Janneke Ensing te verslaan in de sprint op de Brouwersdam op Goeree-Overflakkee. In 2017 wist ze haar titel niet te verlengen, maar stond ze met een tweede plek wel weer op het podium. In dat jaar won ze een etappe en het puntenklassement in de Tsjechische wedstrijd Gracia Orlová en won ze op de Muur van Geraardsbergen de slotrit en daarmee tevens het eindklassement van de Lotto Belgium Tour.
In 2019 won Koster een etappe in de Tour de l'Ardèche. In 2020 stond ze wederom op het podium van het Nederlands kampioenschap; deze keer won ze brons. In de Simac Ladies Tour 2021 won ze de bolletjestrui van het bergklassement.

## Teams

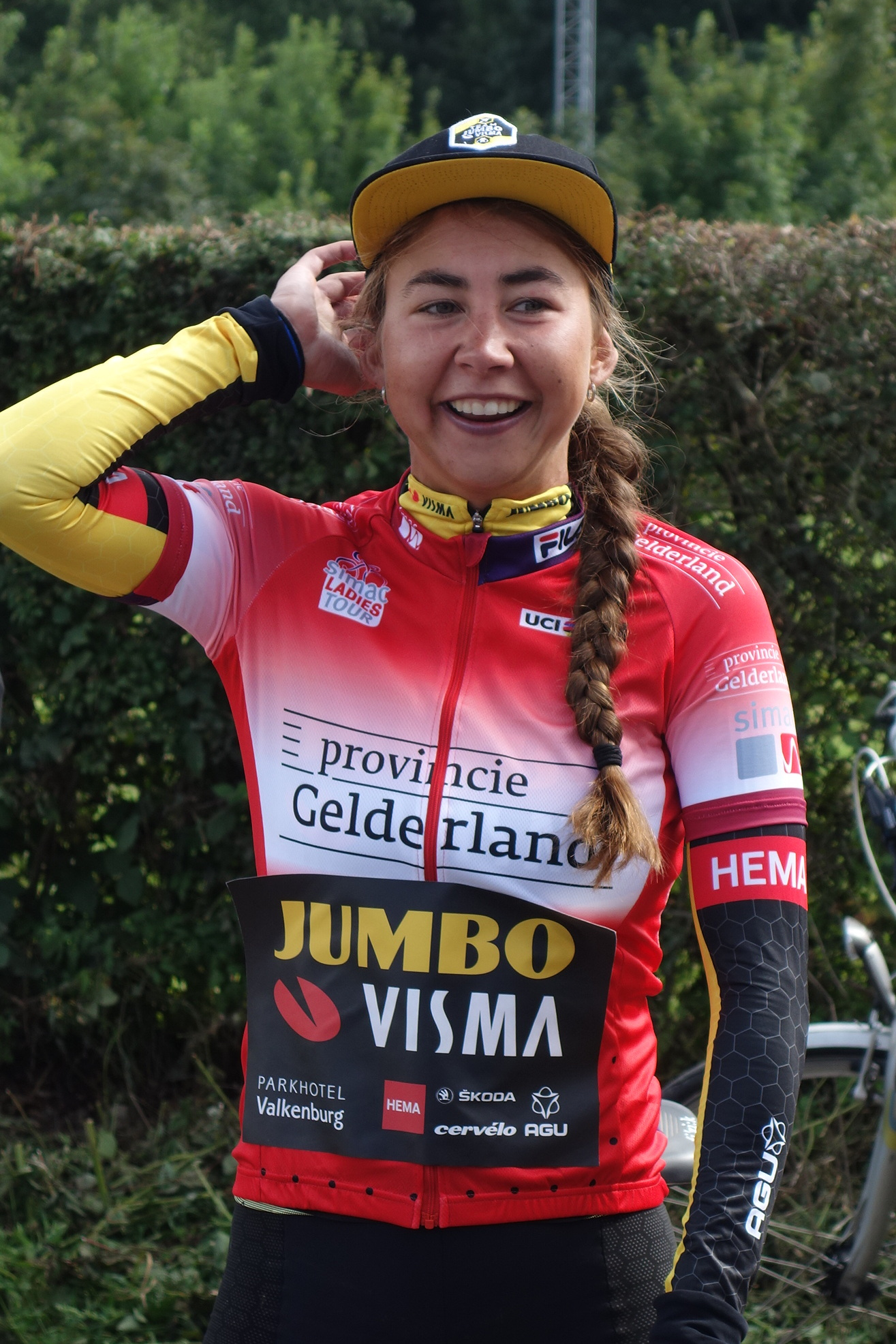
Koster won de bergtrui in de Simac Ladies Tour 2021

Koster reed in 2012 voor Boels Dolmans Cycling Team, in 2013 en 2014 voor Futurumshop.nl en vanaf 2015 vier jaar voor Rabobank-Liv Woman en diens opvolgers WM3 en Waowdeals. In 2019 kwam ze uit voor de Deense wielerploeg Team Virtu, in 2020 stapte ze over naar de ploeg Parkhotel Valkenburg en in de seizoenen 2021 en 2022 kwam ze uit voor Team Jumbo-Visma. Op 6 augustus 2022 werd bekend dat ze een tweejarig contract heeft getekend bij Uno-X Pro Cycling Team voor de seizoenen 2023 en 2024.

## Belangrijkste uitslagen
2012
7e op het Nederlands kampioenschap tijdrijden
2013
 Nederlands kampioen bij de studenten
2014
5e op het Europees kampioenschap op de weg voor beloften in Nyon
2015
 Jongerenklassement Energiewacht Tour
Grand Prix Gippingen
4e op het Europees kampioenschap op de weg voor beloften in Tartu
2016
 Nederlands kampioen op de weg
 Jongerenklassement Ladies Tour of Qatar
 Puntenklassement Ladies Tour of Norway
3e etappe Ladies Tour of Norway
2017
 Nederlands kampioenschap op de weg
 Puntenklassement Gracia Orlová
2e etappe Gracia Orlová
 Eind- en jongerenklassement Lotto Belgium Tour
3e etappe Lotto Belgium Tour
2019
4e etappe Tour de l'Ardèche
2020
 Nederlands kampioenschap op de weg
2021
 Bergklassement Simac Ladies Tour

#### Resultaten in voornaamste wedstrijden
| Jaar | Ronde van Italië | Ronde van Frankrijk | Ronde van Spanje |
| ---- | ---------------- | ------------------- | ---------------- |
| 2012 |                  |                     |                  |
| 2013 |                  |                     |                  |
| 2014 |                  |                     |                  |
| 2015 |                  |                     |                  |
| 2016 |                  |                     |                  |
| 2017 |                  |                     |                  |
| 2018 |                  |                     |                  |
| 2019 |                  |                     |                  |
| 2020 |                  |                     |                  |
| 2021 |                  |                     |                  |
| 2022 | 16e              |                     |                  |
| 2023 | 22e              | 40e                 |                  |
| 2024 |                  |                     |                  |
| 2025 | 38e              |                     |                  |

| Jaar | Gent-Wevelgem | Ronde van Vlaanderen | Amstel Gold Race | Luik-Bast.‑Luik | Ronde van Drenthe | Trofeo Alfredo Binda | Waalse Pijl |
| ---- | ------------- | -------------------- | ---------------- | --------------- | ----------------- | -------------------- | ----------- |
| 2012 |               |                      |                  |                 |                   |                      | 62e         |
| 2013 |               | 56e                  |                  |                 | opgave            |                      | 25e         |
| 2014 | 6e            |                      |                  |                 | 28e               |                      | 48e         |
| 2015 | 24e           |                      |                  |                 | 19e               |                      |             |
| 2016 | 27e           | 88e                  |                  |                 | opgave            | 73e                  |             |
| 2017 | 17e           | 39e                  | 40e              | 17e             | opgave            |                      |             |
| 2018 | 20e           | 44e                  | 48e              |                 | 48e               | 22e                  | opgave      |
| 2019 | 52e           | 24e                  | 30e              | 38e             |                   | 26e                  | 49e         |
| 2020 | 54e           | 37e                  |                  | opgave          |                   |                      | 27e         |
| 2021 |               |                      | 28e              | 38e             |                   | 25e                  | 33e         |
| 2022 |               |                      | 32e              | 14e             | 18e               |                      | 14e         |
| 2023 |               | 20e                  | 32e              | 14e             | 55e               |                      | 20e         |
| 2024 |               | 65e                  | 24e              | 64e             | 17e               |                      | 45e         |
| 2025 |               | 67e                  | 83e              |                 |                   | 79e                  |             |

## Ploegen
- 2020 –  Parkhotel Valkenburg
- 2021 –  Team Jumbo-Visma
- 2022 –  Team Jumbo-Visma
- 2023 –  Uno-X Pro Cycling Team
- 2024 ―  Uno-X Mobility
- 2025 ―  Uno-X Mobility

Bras · Decroix · Elzing · Ensing · Gercama · Kessler · Koster · Otten · Pijnenborg · Rooijakkers · Sáblíková · Spoor · Tchalykh · Trott · Van den Broek · Van der Kamp
Brand · De Jong · Ferrand-Prévot · Gillow · Knauer · Knetemann · Korevaar · Koster · Niewiadoma · Stultiens · Tenniglo · Van der Breggen · Vos
Brand · De Jong · Ferrand-Prévot · Gillow · Kastelijn · Knetemann · Korevaar · Koster · Niewiadoma · Tenniglo · Van der Breggen · Vos
Gafinovitz · Kastelijn · Kitchen · Korevaar · Koster · Markus · Niewiadoma · Plichta · Scandolara · Tenniglo · Vos
Gafinovitz · Van der Heijden · Kastelijn · Korevaar · Koster · Markus · Van de Ree · Rooijakkers · Rowe · Stultiens · Vos
Aalerud · Bastianelli · Bertizzolo · Guarischi · Koster · Kröger · Krogsgaard · Moberg · Neylan · Pawłowska · Penton · Schmidt · Siggaard
De Boer · Van der Burg · Buysman · Duyck · De Gast · Van der Hulst · Kasper · Koster · Markus · Nagengast · Nilsson · Raaijmakers · K. Swinkels · S. Swinkels · Van Veen · Vollering · Wiebes
Beekhuis · Henderson · Kasper · Koster · Markus · Mathiesen · Soet · Swinkels · Van de Velde · Van den Bos · Van der Burg · Vos
Achtereekte · Beekhuis · van den Bos · Henderson · Kasper · Koster · Kraak · Labecki · Markus · Riedmann · Rüegg · Soet · Swinkels · Vos
Ahtosalo · Andersen · Barker · Barnes · Confalonieri · Dideriksen · Berg Edseth · Koerner · Koster · Leth · Lowden · Ludwig · Lutro · Olausson · Bjørndal Ottestad · Ysland
Aalerud · Ahtosalo · Andersen · Anderson · Barker · Beekhuis · Berg Edseth · Boilard · Confalonieri · Dideriksen · Koerner · Koster · Leth · Lowden · Olausson · Bjørndal Ottestad · Ysland
Aalerud · Aasebø · Ahtosalo · Andersen · Anderson · Barker · Beekhuis · Berg Edseth · Boilard · Confalonieri · Gåskjenn · Gjertsen · Greve · Koerner · Koster · Bjørndal Ottestad · Ysland · Zanetti